# Каменные гнёзда
Ка́менные гнёзда — деревни-крепости во Франции, в Приморских Альпах, в районе современного Лазурного Берега.
В VIII веке территория, которую ныне занимает Лазурный Берег, подвергалась постоянным и жестоким набегам сарацин. Римская империя, под защитой которой существовали эти земли, пришла в упадок и не могла противостоять набегам. Жители побережья, спасаясь от сарацинских воинов, стали уходить высоко в горы и строить там хорошо укреплённые селения. Строились они на неприступных скалах и обносились грозными стенами. Но жить на новых местах было нелегко — очень мало плодородной земли, далеко до водных источников.

Гурдон — селение-«каменное гнездо»

Тем не менее люди в этих селениях обосновывались надолго. Поэтому в «каменных гнёздах» строилось не только жильё, но и культовые сооружения — церкви, часовни, монастыри. Многие из этих построек представляют большой исторический и культурный интерес.
Прошло время, с набегами было покончено и люди стали спускаться с гор на побережье. Селения-крепости постепенно опустели. Новую жизнь в эти «каменные гнёзда» вдохнул массовый туризм. Красота старинных поселений оказалась очень востребованной. Реставраторы восстановили старинные улочки и здания, крепостные сооружения. Были построены отели и рестораны. Количество туристов, что сейчас посещает «каменные гнёзда», намного превышает население этих деревень.
Наиболее живописные горные селения Лазурного Берега — Эз, Рокебрюн — Кап-Мартен, Сен-Поль-де-Ванс, Пей, Пейон, Мужен, Ла-Гард-Френе, Саорж, Гурдон и Туррет-сюр-Лу.